# Deutsche Basketballmeisterschaft der Frauen 1952
Die Endrunde um die Deutsche Basketballmeisterschaft der Frauen 1952 fand vom 14. bis 15. Juni 1952 in Berlin statt. Insgesamt vier Mannschaften ermittelten in einem Rundenturnier den sechsten deutschen Basketballmeister der Frauen. Das Turnier gewann der TB Heidelberg vor dem Schöneberger Verein OSC Berlin, Dritter wurde der ATV Düsseldorf mit jeweils 4:2 Wertungspunkten. Vierter Teilnehmer war die TG Viktoria Augsburg.
| Pl. | Verein               | S | N | Körbe | Punkte |
| --- | -------------------- | - | - | ----- | ------ |
| 1.  | TB Heidelberg        | 2 | 1 | 79:68 | 4:2    |
| 2.  | OSC Berlin           | 2 | 1 | 63:62 | 4:2    |
| 3.  | ATV Düsseldorf       | 2 | 1 | 66:67 | 4:2    |
| 4.  | TG Viktoria Augsburg | 0 | 3 | 59:70 | 0:6    |

|                      | HEI | BER   | DÜS   | AUG   |
| -------------------- | --- | ----- | ----- | ----- |
| TB Heidelberg        |     | 26:20 | 25:26 | 28:22 |
| OSC Berlin           | –   |       | 22:19 | 21:17 |
| ATV Düsseldorf       | –   | –     |       | 21:20 |
| TG Viktoria Augsburg | –   | –     | –     |       |